# كيلي ويلسون
كيلي ويلسون (بالإنجليزية: Kelly Wilson)‏ مواليد 1985 في ملبورن، هي لاعبة كرة سلة أسترالية. بدأت مسيرتها الاحترافية في سنة 2002. وتحمل الرقم 22. حققت المركز الأول في بطولة أمم أوقيانوسيا لكرة السلة 2013.

## الميداليات
| الميدالية | المسابقة                             |
| --------- | ------------------------------------ |
| ذهبية     | بطولة أمم أوقيانوسيا لكرة السلة 2013 |
| ذهبية     | الألعاب الجامعية الصيفية 2007        |

## روابط خارجية
- كيلي ويلسون على موقع الاتحاد الدولي لكرة السلة (الإنجليزية)
- كيلي ويلسون على موقع كرة السلة الأوروبية.كوم (الإنجليزية)